# 亞歷山德里夫卡 (圖利欽區)
48°37′59″N 28°31′4″E / 48.63306°N 28.51778°E
亞歷山德里夫卡（烏克蘭語：Олександрівка），是烏克蘭的村落，位於該國西南部文尼察州，由圖利欽區負責管轄，始建於1700年，面積3.05平方公里，海拔高度245米，2001年人口657，人口密度每平方公里215.41人。